# 塞尔达传说 时之笛 3D
《塞尔达传说 时光之笛 3D》是由任天堂情报开发本部和Grezzo协力开发并由任天堂发行在任天堂3DS平台上的塞尔达传说系列游戏。本作不仅是1998年发售在N64平台上的《塞尔达传说 時之笛》重制版，也是塞尔达传说系列在任天堂3DS上的首部作品。本作作为原版《時之笛》时隔13年之后的重制，充分利用到了任天堂3DS的机能：不仅使用了更细腻的人物以及场景建模，重新绘制了游戏的贴图，用交响乐重新演奏了《時之笛》的乐曲，而且还利用3DS的独特的裸眼3D功能、多轴重力感应等功能增加了《時之笛 3D》的游戏性；而这些进化也同样体现在《時之笛 3D》中所附带的《塞尔达传说：時之笛 裏》上。这次的重制版游戏在各个媒体中获得了很多积极的评价和极高的评分，有评论称本作是有史以来最精良的重制游戏。在销售方面，截止到2012年3月，《塞尔达传说 时光之笛 3D》全球销量超过260万套。
《塞尔达传说 时光之笛 3D》于2011年6月16日在日本地区发售；6月17日在欧洲发售；6月19日在北美地区发售；6月30日在澳大利亚发售（不过6月24日时已有商店提前售卖）；2012年9月27日在韩国发售，10月27日在香港和台湾发售。任天堂在2012年10月3日播出的任天堂Direct节目中宣布将任天堂自己第一方的8款早期3DS游戏将以数字下载的形式在任天堂eShop上重新销售。 而《塞尔达传说 时光之笛 3D》也被包括在内，售价为4800日元。数字下载版的《時光之笛 3D》于10月4日登陆PAL区域的任天堂eShop，10月18日登陆北美eShop，11月1日登陆日本eShop。
《塞尔达传说 时光之笛 3D》作为《塞尔达传说》系列首次繁体中文化的作品，也同样内置了简体中文的游戏内容供中国大陆行货iQue 3DS XL使用。

## 游戏概况
《塞尔达传说 时之笛 3D》作为一款重制游戏作品不仅维持了原作的游戏水准，而且还根据新的游戏平台对原作进行了优化和调整。最显而易见的是：由于3DS的下屏的存在，游戏开发组将原先N64版本的画面中左上方的红心（生命值）、体力槽，右上方的各种道具及武器提示以及左下方的卢比（游戏中的货币）等信息全部放到了下屏中，只保留了迷你地图，并将其从原先主画面的右下方改放在了左下方；正因为下屏的出现以及16：9的上屏比例，在《时之笛 3D》中的主画面可以为玩家呈现海拉鲁（民间常译为“海拉尔”）大陆上更多的景色和场景。在《时之笛 3D》中，下屏不仅显示玩家在当前的游戏信息与游戏地图，在游戏主人公林克（日語：リンク）演奏陶笛和本作中的重要道具——时间之笛时，下屏会切换为曲目的乐谱；而铁靴和悬浮靴之间的装备切换也交由下屏完成开发组还利用到了3DS的陀螺仪来让玩家可以以第一人称的视角控制林克来使用瞄准弓箭、回力镖、钩爪、链枪以及弹弓；玩家也可以选择使用3DS的类比摇杆进行瞄准操作。拜3DS更强的机能所赐，《时之笛 3D》游戏的运行帧数也从Nintendo 64版的20帧/秒提升到30帧/秒，并且打开3D景深以后也不会掉帧；游戏的音乐也因为硬件的提升而采用了交响乐演奏的音轨；而重新制作的人物和场景的3D建模也使得画面看上去更符合现代的标准，游戏的纹理贴图也都是重新制作的。针对立体画面易产生眼疲劳的情况，游戏中的“妖精娜薇”会在每游戏1小时的时候提醒玩家是否需要休息。
《塞尔达传说 时之笛 3D》另一个卖点是游戏中还附带了同样是重制后的《薩爾達傳說 時之笛 3D Master Quest》（或稱《塞尔达传说 时之笛 3D 裏》）。《塞尔达传说 时之笛 3D Master Quest》是在原《时之笛 3D》的基础上将游戏世界全部改为镜像世界的特别版《时之笛 3D》，原作曾收录在NGC平台上的《塞尔达传说：风之杖》中。在本次的重制版里，《时之笛 3D 裏》还加入了新的“魔王挑战”模式，玩家可以一口气挑战所有在游戏中出现过的魔王，每个魔王的房间也是与原作的相反并且敌人也会对林克产生2倍伤害。《时之笛 3D》中的另一个新增功能是游戏的辅助系统。当新玩家在游戏中迷路或解谜卡壳时，可以利用该系统的提示影片摆脱困境。而在原作《时之笛》中利用N64手柄的震动包来探测隐藏洞穴的道具“痛苦之石”（もだえ石，Stone of Agony）由于3DS没有震动功能被替换为“痛苦音叉”（ひびき石，Shard of Agony），并且由原先的震动提醒改为了声音提醒。
《塞尔达传说 时之笛 3D》作为《塞尔达传说》系列首次繁体中文化的作品，却也同样内置了简体中文的游戏内容；并根据简体中文的使用习惯在游戏剧本上对用词进行了若干更改，以供简体中文玩家进行游戏。当把繁体中文版的《塞尔达传说 时之笛 3D》游戏卡带插入中国大陆行货iQue 3DS XL使用时，游戏标题也会从原来的“The Legend of Zelda: Ocarina of Time 3D”改为“塞尔达传说 时光之笛 3D”。

## 游戏剧情
《塞尔达传说 时之笛 3D》的剧情与原作并无二致。以下是原作的劇情。
《薩爾達傳說 時之笛》的故事發生於《薩爾達傳說》系列前四個作品之前。跟大部分《薩爾達傳說》系列一樣，本作的遊戲世界是一個名為海拉魯的虛構王國。海拉魯平原是這個王國的樞紐，接通了海拉魯城和周邊的市鎮與其他多樣的地形。這個世界裡住了不同種類的人種：長有尖耳朵的海利亞人、住在火山洞穴的鼓隆族、半魚人卓拉族、居於森林的科奇里族和強盜格魯德族等。
遊戲開始於主角林克的惡夢，夢中他看見一個男人騎著馬，在雷電交加的晚上追擊另一匹馬上的薩爾達公主。突然，妖精娜薇把林克由惡夢之中喚醒，並帶他到村落的守護神「德庫樹長老」面前。德庫樹長老受到詛咒，奄奄一息，林克進入樹的內部殺退敵人、解除了詛咒，但始終阻止不了大德庫樹枯萎。德庫樹長老臨終前告訴林克是一個來自沙漠的邪惡之輩詛咒他，那個人還打算控制整個海拉魯，林克必須要阻止他。德庫樹長老最後把精靈石「科奇里翡翠」交予林克，著他到海拉魯城堡找薩爾達公主。
來到海拉魯城，林克跟薩爾達公主見面。原來薩爾達公主同樣經常做有關海拉魯未來的不祥之夢，也早料到林克會來找她。她相信是格魯德強盜之王加儂多夫想奪走在聖地內的聖物「三角神力」，因為擁有三角神力的人就可以得到神一般的力量。薩爾達公主要林克去找三顆精靈石（其中一顆科奇里翡翠已在他手上），這樣他才可以進入聖地，趕在加儂多夫之前拿到三角神力。林克首先到鼓隆城跟鼓隆族族長達魯尼亞見面。林克幫助鼓隆族打敗洞穴裡的敵人首領後，族長為表謝意就把火焰精靈石「鼓隆紅寶石」送給林克。之後，林克又到了卓拉部落，將卓拉族的公主露朵由卓拉族的神聖鯨魚加卜加卜的肚裡救出，露朵便把「卓拉藍寶石」送給林克作為謝禮。
林克回到海拉魯爾城後，目睹他惡夢中的一幕——奶媽英帕帶著薩爾達公主逃跑，加儂多夫騎馬壞笑，在後面追逐。薩爾達公主看見林克，便把隨身的時之笛拋進護城河，並以心靈感應教林克吹奏「時之歌」。加儂多夫離開後，林克拾起了時之笛，吹奏時之歌，並拿出三顆精靈石，打開了通往聖地的大門。進入聖地後，林克把能夠打倒邪惡的「大師之劍」由劍座拔出。此時加儂多夫突然在林克身前出現，原來他跟蹤林克進入聖地，並把三角神力奪去。
林克醒來就是七年之後，他也成為青年。在那裡他遇見保護三角神力的七賢者之一，光之賢者若如，若如說林克的精神被封印了七年，好讓他長大有能力揮舞大師之劍，並擊倒加儂多夫。他又說，只要七賢者集合，就可以把加儂多夫囚禁在聖地；不過加儂多夫把海拉魯城變成黑暗之城，所以其中五位賢者失去了自己身為賢者的記憶。林克回到海拉魯並遇到神秘人希克，他引領林克到五個神殿並打敗裡面的怪物，令神殿的力量可以喚醒失去記憶的五位賢者。

## 开发历史
《塞尔达传说 时之笛 3D》在最初只是被宫本茂认为是一个有可能被制作开发成为一款完整游戏的技术演示，像当年的《塞尔达传说 128》一样；不过后来在2010年的E3游戏展时，任天堂美国通过它的Twitter账号正式公布了本作；同时公布的还有同为重制的任天堂3DS游戏《星际火狐 64 3D》。这两款作品都是来自任天堂之前的家用机N64平台，并且这两款作品都榨干N64机能的典范。作为《塞尔达传说》系列的缔造者。宫本茂指出任天堂推出《时之笛》重制版的时机很重要，因为他们不想让重制版在原版游戏发售后很快就发售，那样只会变成无味的复刻；而另一个让他不急于推出重制版的原因是当初购买原版《时之笛》的玩家现在也大都已经成年。他还希望大家能通过本作体验到“重制后三维立体的海拉尔（官方中文称为“海拉鲁”）大陆的旖旎风光”并能感官感受到“身临其境”。《时之笛 3D》借由任天堂3DS更强劲的机能将游戏秒间帧数从原版的20帧/秒提升到30帧/秒。《塞尔达传说 时之笛 3D》由任天堂的情报开发部东京工作室与Grezzo联合开发。
作为本作的主程序员之一，Grezzo的守屋俊透露：在《塞尔达传说 时之笛》中的一些Bug被故意保留到《时之笛 3D》之中，以此希望让老玩家在游戏时能回想起玩原版《时之笛》时的种种。他解释到：“作为程序员，我们当然想排除掉游戏里的所有程序错误，但是开发组里的一些玩过原版游戏的成员说：“这些bug很有意思”。而且当你的朋友对你说：你知道这是怎么回事吗（指Bug）？这样就会很有趣了；于是我们保留了原版《时之笛》中的那些无关痛痒的所谓良性程序错误。不过有些会影响到玩家的游戏体验的老版程序错误，我们不得不修复了它们，所以有些原版《时之笛》存在的bug将不复存在。所以我们保留了尽可能多的良性bug来让老玩家玩《塞尔达传说 时之笛 3D》时再次发现这个bug时会露出会心一笑。”原版《塞尔达传说 时之笛》的制作人同样也是本次《时之笛 3D》的制作人青沼英二说：通过调整重制《时之笛 裏》的决定使《塞尔达传说 时之笛 3D》变得更加“厉害”。

### 营销和发售

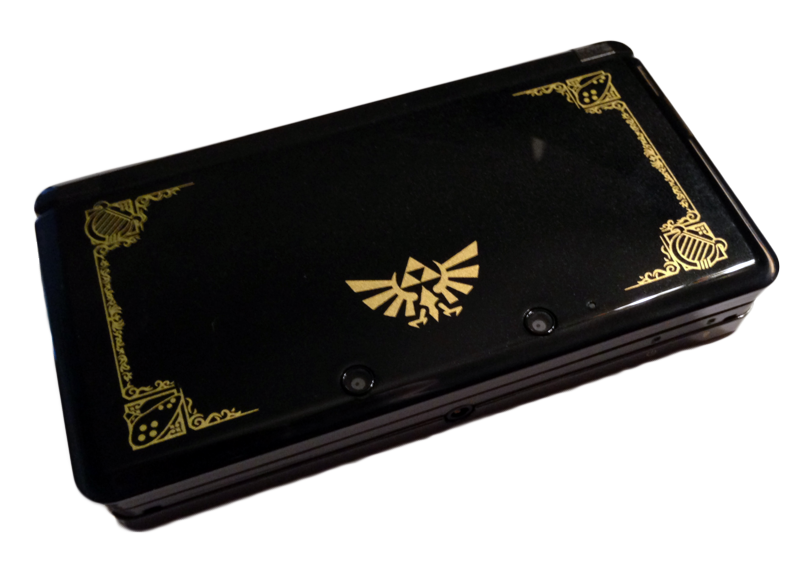
《塞尔达传说》25周年限定版任天堂3DS

《塞尔达传说 时之笛 3D》的预购活动在各个国家地区都有不同的活动及优惠。在英国，所有预购本作的玩家都会免费获赠一个印有美版《时之笛 3D》封面的3DS卡带收藏匣和一张双面海报；而在意大利，预购本作后只获得一张双面海报。在德国，凡是在亚马逊预购的会获得一个黑色并印有《时之笛 3D》LOGO的3DS收纳袋，而该款式的收纳袋稍后也会公开发售。在澳大利亚，任何在EB Games游戏店预订《时之笛 3D》的玩家会收到“时之笛特别版”的游戏套装，除了游戏本体以外还有一个可演奏的塑料时之笛以及包含游戏中笛曲的曲谱，还有一张海报。在希腊，每个在任天堂在线商店预购本作的人都会得到一个包括了5个纪念品的礼包，礼包里有可演奏的塑料时之笛一支，《塞尔达传说》主题棒球帽一顶，主题钥匙链一个，主题3DS保护套一个和一罐“德庫樹”的种子；而法国的预购特典只有一支塑料的时之笛。所有在Play.com上预订本作的会被赠送一个和英国版差不多的3DS游戏卡带收藏匣。在日本、北美、欧洲、澳大利亚以及新西兰购买本作的玩家可以在限定时间内通过登录任天堂俱乐部的会员注册游戏来免费获得一张《塞尔达传说 时之笛 3D》的原声大碟。
2011年11月，任天堂欧洲宣布将發售《薩爾達傳說 時之笛 3D》限量同梱版3DS主機套装作为庆祝《塞尔达传说》系列诞生25周年的一个活动。套装除了游戏以外，还有特别版涂装的3DS主机；限量版3DS主机采用黑色机身加外盖绘有金色的海拉爾（Hyrule）紋章，并且外盖四周还有金色花紋點綴。该限定版纪念主机在2011年11月25日于北美发售。该主机的日版将于12月5日发售，只在任天堂在线商店限量销售，售价为15,000日元。
在游戏代言方面，任天堂也没有吝啬。在日本，任天堂请来了人气男子组合嵐的二宫和也和松本润为《塞尔达传说 时之笛 3D》代言，并拍摄了电视广告；之后又请到中川翔子访谈她的游戏心得。在欧美，由老牌笑星、著名演员并且还是《塞尔达传说》系列忠实粉丝的羅賓·威廉斯主演的《时之笛 3D》推广广告在2011年6月开始在各国投放，他的女儿薩爾達·威廉斯也在该广告中出镜；而塞尔达·威廉姆斯的名字由来正是源自游戏中的塞尔达公主。在韩国，则是由前东方神起成员朴有天代言本作。

## 游戏音乐
《塞尔达传说 时之笛 3D》的音乐由近藤浩治和横田真人两人负责制作。这两位音乐家都与《塞尔达传说》有不解之缘：近藤浩治是任天堂的王牌音乐制作人，他为任天堂制作的第三款游戏音乐就是《塞尔达传说》的曲目；而横田真人正是因为当年玩过了原版的《塞尔达传说 时之笛》才有为《塞尔达》系列谱曲的愿望。近藤浩治作为本作音乐的监督，希望《时之笛 3D》能原汁原味的继承原版游戏音乐的旋律。不过当时横田真人已经带领团队以现代的风格去还原当时的曲风的形式制作了近一半的音乐素材，但是只得从头再来。
而为配合《塞尔达传说 时之笛 3D》的发售以及《塞尔达传说》系列诞生25周年的纪念活动，任天堂宣布购买《时之笛 3D》的玩家们可以通过任天堂俱乐部的网站兑换游戏包装内的会员点数来免费获得一张新版的《时之笛》游戏原声音乐CD。3DS版的新原声CD包含了日版和美版游戏原声以及一首附赠的由管弦乐队演奏的曲目总共51首游戏原声。虽然这项活动是面向欧美日澳等大多数发售了游戏的地区（韩港台并没有此活动），不过这张游戏原声大碟仅向购买该游戏并在任天堂俱乐部上注册了该游戏的3DS玩家开放，而且这是一个限时活动。虽然各个地区开展换送CD活动的截止日期不尽相同，不过通常都是结束于《时之笛 3D》发售之后的几个月内。
在2011年10月10日，由任天堂主办的“塞尔达传说25周年纪念交响音乐会”（ゼルダの伝説 25周年 シンフォニー オーケストラコンサート）在东京都的墨田三声音乐厅举行，由竹本泰蔵指挥、东京爱乐交响乐团演奏。而只有购买了《塞尔达传说 时之笛 3D》并用该游戏所带的序列号登录才有资格购买此音乐会的门票，如果购票者人数过多，则会改用抽取的方式选择购票者。

### 原声大碟
《塞尔达传说 时之笛 3D》的原声CD《塞尔达传说 时之笛 3D 原声带》（The Legend of Zelda: Ocarina of Time 3D Official Soundtrack）发布于2011年，这张游戏原声是任天堂第三次发行《时之笛》该游戏的原声。而这次的原声大碟包含了一共51首曲目，由通过任天堂俱乐部的会员活动在全世界范围免费发放，这次活动是为配合《塞尔达传说 时之笛 3D》的发售以及《塞尔达传说》发售25周年的相关庆祝活动。全碟作曲及填词都由近藤浩治负责完成。
| \| 曲序 \| 日文曲名 [48] \| 英文曲名 \| 时长 \| \| ---- \| ------------------------------ \| -------------------------- \| ---- \| \| 1. \| タイトル \| Title Theme \| 1:30 \| \| 2. \| デクの樹のテーマ \| Deku Tree \| 0:56 \| \| 3. \| 妖精ナビィ \| Fairy Flying \| 0:34 \| \| 4. \| 家の中 \| House \| 0:42 \| \| 5. \| コキリの森 \| Kokiri Forest \| 1:02 \| \| 6. \| お店 \| Shop \| 1:11 \| \| 7. \| 戦闘 \| Battle \| 1:14 \| \| 8. \| デクの樹ダンジョン \| Inside the Deku Tree \| 1:46 \| \| 9. \| ボス戦闘 \| Boss Battle \| 1:26 \| \| 10. \| ハイラル平原メインテーマ \| Hyrule Field Main Theme \| 3:59 \| \| 11. \| ケポラ・ゲボラのテーマ \| Kaepora Gaebora's Theme \| 1:08 \| \| 12. \| 城下町 \| Market \| 0:56 \| \| 13. \| ハイラル城中庭ゲーム \| Hyrule Castle Courtyard \| 0:39 \| \| 14. \| ゼルダ姫のテーマ \| Zelda's Theme \| 0:58 \| \| 15. \| ロンロン牧場 \| LonLon Ranch \| 4:05 \| \| 16. \| カカリコ村 \| Kakariko Village \| 1:49 \| \| 17. \| ゴロンシティ \| Goron City \| 1:43 \| \| 18. \| 迷いの森 \| Lost Woods \| 0:50 \| \| 19. \| 中ボス戦闘 \| Middle Boss Battle \| 1:16 \| \| 20. \| 恐竜系ボス戦闘 \| Dinosaur Boss Battle \| 1:21 \| \| 21. \| ゾーラの里 \| Zora's Domain \| 1:43 \| \| 22. \| 大妖精の泉 \| Great Fairy's Fountain \| 0:56 \| \| 23. \| 薬屋 \| Potion Shop \| 1:08 \| \| 24. \| 時の神殿 \| Temple of Time \| 1:32 \| \| 25. \| マスターソード \| Master Sword \| 0:16 \| \| 26. \| ガノンドロフのテーマ \| Ganondorf's Theme \| 0:51 \| \| 27. \| 賢者の間 \| Chamber of the Sages \| 2:00 \| \| 28. \| シークのテーマ \| Sheik's Theme \| 0:42 \| \| 29. \| 競馬 \| Horse Race \| 1:34 \| \| 30. \| カカリコ村2 \| Kakariko Village Orchestra \| 2:07 \| \| 31. \| 風車小屋 \| Windmill Hut \| 1:10 \| \| 32. \| オカリナ「森のメヌエット」 \| Minuet of Forest \| 0:20 \| \| 33. \| 森の神殿 \| Forest Temple \| 2:03 \| \| 34. \| オカリナ「炎のボレロ」 \| Bolero of Fire \| 0:22 \| \| 35. \| 炎の神殿 \| Fire Temple \| 2:05 \| \| 36. \| 氷の洞窟 \| Ice Cavern \| 0:53 \| \| 37. \| オカリナ「水のセレナーデ」 \| Serenade of Water \| 0:21 \| \| 38. \| 水の神殿 \| Water Temple \| 3:05 \| \| 39. \| オカリナ「闇のノクターン」 \| Nocturne of Shadow \| 0:24 \| \| 40. \| オカリナ「光のプレリュード」 \| Prelude of Light \| 0:19 \| \| 41. \| 闇の神殿 \| Shadow Temple \| 1:51 \| \| 42. \| ゲルドの谷 \| Gerudo Valley \| 1:45 \| \| 43. \| 魂の神殿 \| Spirit Temple \| 3:06 \| \| 44. \| オカリナ「魂のレクイエム」 \| Requiem of Spirit \| 0:26 \| \| 45. \| コタケ,コウメのテーマ \| Kotake & Koume's Theme \| 1:08 \| \| 46. \| ガノンドロフ戦闘 \| Ganondorf Battle \| 1:30 \| \| 47. \| ガノン最終戦 \| Last Battle \| 2:04 \| \| 48. \| 時のオカリナ \| Ocarina of Time \| 0:34 \| \| 49. \| オカリナ曲メドレー \| Ocarina Songs \| 0:59 \| \| 50. \| スタッフロール \| End Credits \| 7:08 \| \| 51. \| スタッフロール２(オーケストラ) \| End Credits 2 \| 2:36 \| |                                |                            |      |
| 曲序 | 日文曲名                       | 英文曲名                   | 时长 |
| 1. | タイトル                       | Title Theme                | 1:30 |
| 2. | デクの樹のテーマ               | Deku Tree                  | 0:56 |
| 3. | 妖精ナビィ                     | Fairy Flying               | 0:34 |
| 4. | 家の中                         | House                      | 0:42 |
| 5. | コキリの森                     | Kokiri Forest              | 1:02 |
| 6. | お店                           | Shop                       | 1:11 |
| 7. | 戦闘                           | Battle                     | 1:14 |
| 8. | デクの樹ダンジョン             | Inside the Deku Tree       | 1:46 |
| 9. | ボス戦闘                       | Boss Battle                | 1:26 |
| 10. | ハイラル平原メインテーマ       | Hyrule Field Main Theme    | 3:59 |
| 11. | ケポラ・ゲボラのテーマ         | Kaepora Gaebora's Theme    | 1:08 |
| 12. | 城下町                         | Market                     | 0:56 |
| 13. | ハイラル城中庭ゲーム           | Hyrule Castle Courtyard    | 0:39 |
| 14. | ゼルダ姫のテーマ               | Zelda's Theme              | 0:58 |
| 15. | ロンロン牧場                   | LonLon Ranch               | 4:05 |
| 16. | カカリコ村                     | Kakariko Village           | 1:49 |
| 17. | ゴロンシティ                   | Goron City                 | 1:43 |
| 18. | 迷いの森                       | Lost Woods                 | 0:50 |
| 19. | 中ボス戦闘                     | Middle Boss Battle         | 1:16 |
| 20. | 恐竜系ボス戦闘                 | Dinosaur Boss Battle       | 1:21 |
| 21. | ゾーラの里                     | Zora's Domain              | 1:43 |
| 22. | 大妖精の泉                     | Great Fairy's Fountain     | 0:56 |
| 23. | 薬屋                           | Potion Shop                | 1:08 |
| 24. | 時の神殿                       | Temple of Time             | 1:32 |
| 25. | マスターソード                 | Master Sword               | 0:16 |
| 26. | ガノンドロフのテーマ           | Ganondorf's Theme          | 0:51 |
| 27. | 賢者の間                       | Chamber of the Sages       | 2:00 |
| 28. | シークのテーマ                 | Sheik's Theme              | 0:42 |
| 29. | 競馬                           | Horse Race                 | 1:34 |
| 30. | カカリコ村2                    | Kakariko Village Orchestra | 2:07 |
| 31. | 風車小屋                       | Windmill Hut               | 1:10 |
| 32. | オカリナ「森のメヌエット」     | Minuet of Forest           | 0:20 |
| 33. | 森の神殿                       | Forest Temple              | 2:03 |
| 34. | オカリナ「炎のボレロ」         | Bolero of Fire             | 0:22 |
| 35. | 炎の神殿                       | Fire Temple                | 2:05 |
| 36. | 氷の洞窟                       | Ice Cavern                 | 0:53 |
| 37. | オカリナ「水のセレナーデ」     | Serenade of Water          | 0:21 |
| 38. | 水の神殿                       | Water Temple               | 3:05 |
| 39. | オカリナ「闇のノクターン」     | Nocturne of Shadow         | 0:24 |
| 40. | オカリナ「光のプレリュード」   | Prelude of Light           | 0:19 |
| 41. | 闇の神殿                       | Shadow Temple              | 1:51 |
| 42. | ゲルドの谷                     | Gerudo Valley              | 1:45 |
| 43. | 魂の神殿                       | Spirit Temple              | 3:06 |
| 44. | オカリナ「魂のレクイエム」     | Requiem of Spirit          | 0:26 |
| 45. | コタケ,コウメのテーマ          | Kotake & Koume's Theme     | 1:08 |
| 46. | ガノンドロフ戦闘               | Ganondorf Battle           | 1:30 |
| 47. | ガノン最終戦                   | Last Battle                | 2:04 |
| 48. | 時のオカリナ                   | Ocarina of Time            | 0:34 |
| 49. | オカリナ曲メドレー             | Ocarina Songs              | 0:59 |
| 50. | スタッフロール                 | End Credits                | 7:08 |
| 51. | スタッフロール２(オーケストラ) | End Credits 2              | 2:36 |

## 媒体评价
| 汇总媒体     | 得分   |
| ------------ | ------ |
| GameRankings | 93.84% |
| Metacritic   | 94/100 |

| 媒体              | 得分                                                              |
| ----------------- | ----------------------------------------------------------------- |
| 1UP.com           | B+                                                                |
| 电脑与电子游戏    | 9.4/10                                                            |
| 电子游戏月刊      | 9.5/10                                                            |
| Eurogamer         | 10/10(英国) 10/10(意大利) 10/10(葡萄牙) 10/10(西班牙) 10/10(瑞典) |
| Game Informer     | 9.25/10                                                           |
| GameSpot          | 8.5/10                                                            |
| GameTrailers      | 9.2/10                                                            |
| IGN               | 9.5/10                                                            |
| 任天堂力量        | 9.5/10                                                            |
| 任天堂世界报道    | 9.5/10                                                            |
| 官方任天堂杂志    | 98%                                                               |
| PALGN             | 9.5/10                                                            |
| Play              | 97/100                                                            |
| VideoGamer.com    | 10/10                                                             |
| X-Play            | [ 62 ]                                                            |
| 游戏机实用技术    | 26/30                                                             |
| Fami通            | 37/40                                                             |
| Digital Spy       | [ 49 ]                                                            |
| Gamereactor       | 10/10                                                             |
| Giant Bomb        | [ 49 ]                                                            |
| Joystiq           | [ 65 ]                                                            |
| Metro GameCentral | 10/10                                                             |
| Pocket Gamer      | 10/10                                                             |
| The Guardian      | [ 50 ]                                                            |

《塞尔达传说 时之笛 3D》在发售后好评如潮。任天堂为本作进行了很多宣传，不辜负作为一款被广泛认为是有史以来最伟大的游戏之一的N64游戏的重制版。在游戏评论网站GameRankings上的基于55份对于本作的评论中，《时之笛 3D》获得了93.84%（满分100）的高评价；而在另一个娱乐打分网站Metacritic上有85份对本作的评价，最终它同样获得94（满分100）的高评价。评论者们对本作中附带的《时之笛 裏》中重新编排的镜像迷宫、大幅度提升的游戏图像、视觉效果、音质更好的背景音乐、新的操控方式和新加入的“BOSS挑战”模式以及裸眼立体3D效果都称赞有加。2011年1月8日，在由任天堂在日本幕张国际会展中心举办的“任天堂世界2011”活动上，《塞尔达传说 时之笛 3D》作为展出游戏之一向公众提供了试玩等活动；本作获得了很高的关注度，以至于试玩排队《时之笛 3D》的等待时间要比其他提供试玩的游戏等待时间都要长。《塞尔达传说 时之笛 3D》先后在24家不同的刊物上获得了满分的评价。
《塞尔达传说 时之笛 3D》的全球第一个评分来自《任天堂力量》，它给本作打出了9.5分（满分10分）并且评述了本作的核心向游戏玩法相当的不错，但玩起来又从来不像是那些我们已经见识过的小众核心向游戏的感觉，反而它给玩家一种回归原点的感动。《Game Informer》为本作评分9.25分（满分10分）并指出，“《时之笛 3D》的推出，让有史以来最伟大的游戏之一看起来和玩起来都比以往任何时候都更好”，他们还写道：“这是最完美的方式把它介绍给新一代的游戏玩家们”。英国游戏网站Eurogamer非常乐意为本作打出10分的满分，并称“本作是电子游戏所取得过的最伟大的成就之一”。《任天堂官方杂志》将《时之笛 3D》评为他们有史以来评分最高的游戏，它得到了98%的评分（满分100%）；他们称赞道《塞尔达传说 时之笛 3D》是“一款能改变人生的游戏，一种定义了储存了它的媒介的体验；并且如果你有机会玩到了它的这个重制版，它的体验会更棒。”《电子游戏月刊》（EGM）给本作9.5分（满分10分），他们认为这款游戏“在13年后依旧是动作冒险类游戏的变革之作”还有“《时之笛 3D》与《时之笛》相比依然保持了优秀的水准，它依旧是任何一位直到现在还因种种而与原作失之交臂的游戏玩家必玩之作”。著名游戏媒体IGN也为本作打出了9.5分（满分10分），在评论的总结中负责评测的Richard George写到“《时之笛 3D》值得我们在等待13年后再回到海拉尔大陆上故地重游”。日本著名游戏杂志《Fami通》没有像原作那样给予本作满分，他们给重制后的《时之笛》37分（满分40分）。中国大陆的《游戏机实用技术》为本作给出了26分（满分30分），进入“热血推荐”。
CNN认为“本作对任何年龄的任意玩家都是一款大作”。
在游戏网站HOOKED GAMERS评选的“2011年年度最佳便携游戏”中，《塞尔达传说 时之笛 3D》从《超級瑪利歐3D樂園》，《神奇寶貝 黑·白》，《异形：Infestation》和《雷頓教授與魔神之笛》中突围，获得年度最佳便携游戏。

### 销售情况
《塞尔达传说 时之笛 3D》于2011年6月16日率先在日本地区上市。它帮助任天堂3DS时隔12周后再次登上日本游戏硬件销售榜的榜首，而游戏本身在日本的首周销售数为164,110套，排在当周的日本游戏销售榜第二位。日本著名数字娱乐统计机构Media Create发布数据显示在《时之笛 3D》的首批出货量的90.02%被送到各个零售商手中进行销售。在此期间，有传言本作在日本的首批游戏备货略低，并且在这份报告所统计的当周中，《时之笛 3D》仅实际销售了3天的时间。
时隔一天，《塞尔达传说 时之笛 3D》于2011年6月17日在欧洲地区上市。在英国，《时之笛 3D》在发售当周空降至英国游戏销量榜第二位，而根据欧洲第三方销量统计机构GFK Chart-Track的数据，有20%的英国的3DS玩家在本作发售的头两天就购入了本作。
两天后，《塞尔达传说 时之笛 3D》于2011年6月19日在北美地区上市。它在发售首周空降至美国的多平台游戏销量榜第一名，也使得该周的游戏总销量和硬件总销量双双上涨。
2011年6月30日，《塞尔达传说 时之笛 3D》在全球范围内已售出108万套，成为任天堂3DS平台上第三款销量过百万级的游戏；本作在日本地区销售了27余万套，占据了总销量的约1/4。截止2012年3月，《塞尔达传说 时之笛 3D》在全球范围内已售出260万套，而在2月份时，本作在日本的销量已突破50万套。

## 周边商品
《塞尔达传说 时之笛 3D》在日本由不同的出版商推出了4本关于本作的攻略本。
- 《ゼルダの伝説 時のオカリナ 3D 完全攻略本》
  - 发行日期：2011年7月1日 / 出版商：徳間書店 ISBN 978-4-19-863226-7
- 《ゼルダの伝説 時のオカリナ 3D ザ・コンプリートガイド》
  - 发行日期：2011年7月8日 / 出版商：ASCII Media Works ISBN 978-4-04-870757-2
- 《任天堂公式ガイドブック ゼルダの伝説 時のオカリナ 3D》
  - 发行日期：2011年8月4日 / 出版商: 小学館（ワンダーライフスペシャル） ISBN 978-4-09-106486-8
- 《ゼルダの伝説 時のオカリナ 3D パーフェクトガイド》
  - 发行日期：2011年8月20日 / 出版商: enterbrain ISBN 978-4-04-727537-9